# Krasnoarméiskoye (Krasnodar)
Krasnoarméiskoye (del ruso: Красноармейское) es un seló del raión de Yeisk del krai de Krasnodar, en Rusia. Está situado en las tierras bajas de Kubán-Azov, 7 km al suroeste de Yeisk y 188 km al noroeste de Krasnodar, la capital del krai. Tenía 244 habitantes en 2010.
Pertenece al municipio Kújarivskoye.